# Eftimie Murgu
Eftimie Murgu (n. 28 decembrie 1805, Rudăria, comitatul Caraș-Severin – d. 30 aprilie 1870, Budapesta) a fost un jurist și profesor de filosofie român, om politic, deputat în parlamentul revoluționar maghiar din timpul Revoluției de la 1848 (Dieta de la Debrețin), apoi avocat în Budapesta.

## Viața
Vine pe lume la 28 decembrie 1805, fiu al lui Samu Murgu – ofițer în armata imperială și Cumbria Murgu (născută Pungilă), în casa cu numărul 84 din Rudăria (Caraș-Severin) acelor vremuri și avându-l naș pe Madru Suta. Doar o parte a copilăriei și-o petrece la Rudăria pentru că în 1815 tatăl său, Samu, este mutat în cadrul regimentului de graniță din Caransebeș.
Cursurile primare le începe la școala din localitatea natală, Rudăria, avându-l ca învățător pe Ion Mazaran; cursurile ținându-se în limba slavonă (slava veche). Studiile le continuă la Caransebeș, după care urmează facultatea de filosofie din Seghedin, pe care o termină în 1827. În 1830 termină facultatea de drept de la Universitatea din Pesta, pentru ca în 1834 să obțină titlul de doctor al Universității din Pesta, specialitatea drept universal. Toate diplomele obținute în decursul timpului au fost obținute cu titlul de "EMINENCE". Pe lângă română, vorbea fluent latina, maghiara, germana, greaca și slavona.
Este inițiat în tainele francmasoneriei la Iași în 1834, iar apoi devine Venerabilul unei loji din capitala Moldovei.
Eftimie Murgu a fost un democrat radical, una din personalitățile pașoptiste „care n-a pregetat a se jertfi pentru obșteasca fericire a poporului și a țării”. El își începe activitatea în 1830 când intră în viața publică odată cu tipărirea lucrării sale "Combaterea dizertației" - (Wiederlegung) - ca răspuns în disputa publică dintre Sava Tekelija, care punea la îndoială autenticitatea limbii române și istoriei poporului român, și Damaschin Bojincă. La activitatea cărturărească a lui Murgu se adaugă și faptul că a fost unul din deschizătorii de drum ai învățământului filosofic în limba română.
În toată activitatea sa Eftimie Murgu a fost un mare adversar al absolutismului habsburgic, lucrul dovedit în 1849 în Dieta de la Debrețin, unde a votat detronarea habsburgilor, fapt care va constitui unul din principalele acte de acuzare în urma cărora va fi condamnat la moarte; el declarându-se împotriva oligarhiei Bisericii Ortodoxe Sârbești conduse de Josif Rajačić, dispută ce avea ca temei și scop obținerea dreptului ca Biserica Ortodoxă din Banat și Transilvania să-și desfășoare activitatea în limba maternă.
În concepția sa revoluționară, Eftimie Murgu a fost un adept al ideii de republică, un neobosit luptător pentru desființarea relațiilor feudale cât și pentru unitate națională a românilor.
În iarna anului 1848 Eftimie Murgu era la a doua detenție, iar la 6 februarie procesul lui se reia; el cerând să fie dus în fața împăratului. Astfel, datorită manifestațiilor tineretului român din Pesta, Murgu este eliberat la 9 aprilie. După câteva zile i se propune de către Timotei Cipariu să prezideze Adunarea de la Blaj, ofertă pe care o refuză.
La 24 iunie este ales deputat simultan în circumscripțiile electorale Lugoj, Oravița și Făget. Cu ocazia validărilor la ședința Adunării Naționale din 6 iulie 1848 va opta pentru mandatul Lugojului. Obține dreptul de a convoca o adunare populară la Lugoj și la 27 iunie în deschiderea adunării este proclamat președinte al acesteia.
Marea Adunare Națională de la Lugoj din 15 iunie 1848, al cărei președinte a fost propus, a cerut, printre altele, următoarele:
- înființarea unei armate populare române prin înarmarea poporului,
- organizarea Banatului ca un căpitanat general al Banatului,
- numirea lui Eftimie Murgu căpitan general al Banatului,
- recunoașterea limbii române ca limbă oficială în tot Banatul,
- independența Bisericii Române din Banat.

În anul următor revoluției, Eftimie Murgu votează detronarea habsburgilor (la 13 aprilie) cât și noua lege a naționalităților care cuprindea obținerea unor drepturi minimale pentru români, precum și reorganizarea unei legiuni române (28 iulie). Pentru curajul avut de a vota împotriva habsburgilor este arestat la 22 august și condamnat la moarte pentru înaltă trădare față de monarhia habsburgică. Pedeapsa i se comută la patru ani de închisoare pe care-i va executa în închisoarea din Iosefstadt din Boemia. După ce iese din închisoare mai candidează o dată pentru funcția de deputat în Dietă și în 1861 este ales deputat de circumscripția electorală din Moravița, iar în 1865 scrie ultima lucrare intitulată „Despre memorandumul Congresului Sîrbesc”; activitatea fiindu-i îngrădită de faptul că închisorile l-au slăbit foarte mult. Ca atare, în 12 mai 1870 trece în cele veșnice acest „om fantastic cu caracter de bronz” pe care l-a dat Banatul.

## Cronologie

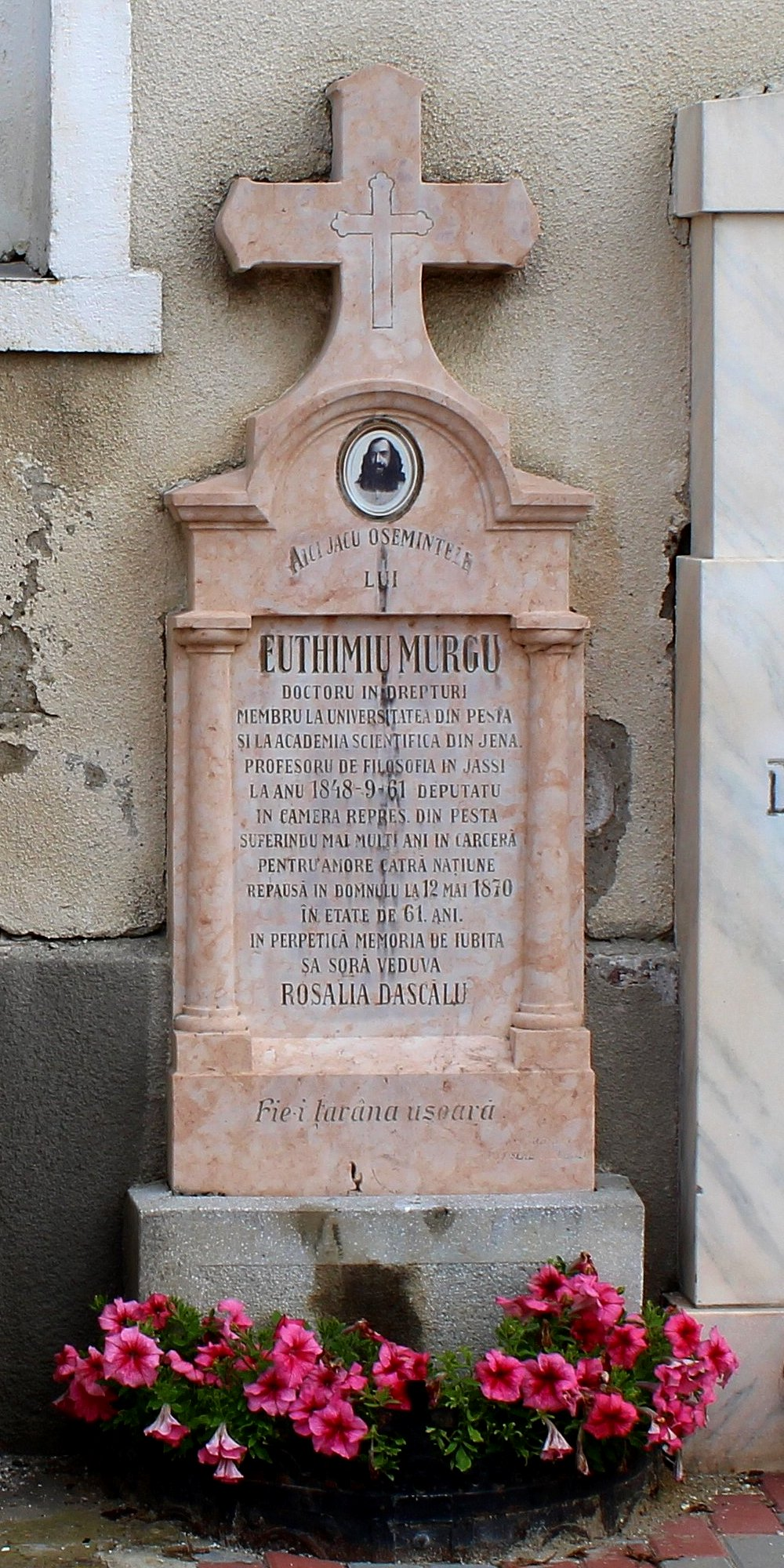

- 1805 dec. 28 – se naște în comuna Rudăria (azi, Eftimie Murgu, județul Caraș-Severin);[5]
- 1826  – student la facultatea de filosofie din Seghedin;
- 1827 – termină facultatea de filosofie din Pesta. Se înscrie la facultatea de drept din același oraș;
- 1830 – termină facultatea de drept de la universitatea din Pesta. Apare polemica cu Sava Tököly în care apără originea poporului român (Wiederlegung);[8]
- 1834 – obține titlul de doctor al universității din Pesta, specialitatea drept universal. Pleacă pentru a fi profesor la Iași;
- 1834 nov. 20 – deschide cursul de filosofie la Școala vasiliană din Iași;[8]
- 1836 mai 11 – cere eforiei școalelor să-i fixeze examenul cât mai repede spre a pleca din Moldova;
- 1837 dec. 08 – este numit profesor de logică și drept roman la Colegiul Sfântul Sava din București;[9]
- 1839 dec. 19 – domnitorul Alexandru Ghica îi aprobă demisia;
- 1840 nov.14 – este anchetat pentru participarea și rolul lui în mișcarea revoluționară din Țara Românească;
- 1841 – este arestat de tribunalul regimentului grăniceresc din Caransebeș pentru participarea la mișcarea revoluționară din Țara Românească;
- 1841 sept. 21 - este eliberat din închisoare;
- 1845 martie – are loc a doua arestare, în urma denunțului preotului Ioan Blidariu din Găvojdia că ar agita spiritele românești împotriva ungurilor și integrității statului.[9] Este trimis sub escortă la închisoarea ”Neugebaude” din Buda;
- 1845 oct. – are loc audierea lui Murgu de către autoritățile din Buda;
- 1846 apr.27 – începe procesul lui E. Murgu la tribunalul regesc din Pesta, finalizat cu o sentință de 4 ani de închisoare;[10]
- 1848 apr.09 – este eliberat din închisoare;
- 1848 iunie 24 – este ales deputat în circumscripțiile electorale Lugoj, Oravița și Făget;
- 1848 iunie 27 – prezidează adunarea de la Lugoj;[7]
- 1848 iulie 13 – înaintează ministrului de interne maghiar dezideratele adunării de la Lugoj;
- 1849 aprilie 13 – votează în dietă detronarea habsburgilor;
- 1849 iulie 29 – pleacă la Avram Iancu spre a-i înmâna noua lege a naționalităților;
- 1849 septembrie – este arestat din nou și trimis la Arad;
- 1850 – este mutat la închisoarea din Budapesta;
- 1851 octombrie 7 – Consiliul de război îl condamnă la moarte prin ștreang și confiscarea averii. În baza decretului din 25 aug. 1850 i se reduce pedeapsa la 4 ani de închisoare.[10] Este trimis la închisoarea din Iosefstadt din Boemia pentru ispășirea pedepsei.
- 1853 octombrie – este eliberat;
- 1861 aprilie 24 – cade în alegerile pentru parlament, în cercul Lugojului;
- 1864 aprilie 29 – este ales deputat al cercului Stamora-Moravița;
- 1865 – ultima manifestare publică: ”Despre memorandumul congresului sîrbesc”;
- 1870 aprilie 7 – își face testamentul pe care îl înregistrează la primăria orașului Budapesta sub numărul 10897/1870;
- 1870 mai 12 – moare la Buda, fiind înmormântat în cimitirul Kerepesy din Budapesta;

În 1932 – osemintele au fost aduse în țară și reînhumate în capela cimitirului din Lugoj.